# Snow (Hey Oh)
"Snow ((Hey Oh))" је сингл групе Ред хот чили пеперс, првобитно издат на дуплом албуму Stadium Arcadium 9. маја 2006. године.
Ово је карактеристично мека, мелодинка песма, као и већина са претходног албума, By the Way. У песми доминирају брзи рифови Џона Фрушантеа и дупле паузе Флија на басу.
Сајт frusciante.net је открио да ће ова бити трећа од седам песама издатих као синглови са албума Stadium Arcadium. Пре него што је издата као сингл, песма се попела на 53. место британске iTunes листе 100 најбољих 13. маја.
У једном интервјуу, Тони Кеј, који је режирао спот за песму "Dani California," рекао је за MTV да ће режирати спот и за ову песму. Међутим, његов материјал није коришћен. Уместо тога,  је запослио режисера Ника Викама да сними нови спот у коме се приказује бенд како свира на концертима из 17. и 18. октобра 2006. у Изод центру у Њу Џерзију, као и црно-бели филм са фановима на паркингу и у редовима за концерт. Овај спот, који је премијерно приказан почетком новембра 2006. године, може да се види на званичном каналу бенда на сајту Јутјуб, овде.
17. јануара 2007. године, "Snow ((Hey Oh))" је постао рекордни једанаести сингл Ред хот чили пеперса који је достигао прво место на Modern Rock листи у Сједињеним Државама, а ово је био трећи узастопни сингл који је достигао прво место на тој листи са албума Stadium Arcadium.
Песма се чује током шпице за други филм из франшизе Death Note, Death Note: The Last Name. Канал ESPN је такође користио ову песму у рекламама за X Games. Током лета 2007. године, песма је коришћена у промоцији за нову сезону PBS-ове емисије . Чак је коришћена и у неким рекламама за филм Happy Feet из 2006. године.
Песма је послужила и као тематска песма за емисију WrestleMania XXIV компаније World Wrestling Entertainment.
Песма је издата 8. јула 2008. године као садржај за преузимање за музичку видео игру Rock Band.

## Списак песама и формати
ЦД сингл
1. – 5:34
2. – 3:43

Макси сингл
1. – 5:34
2. – 4:46
3. – 3:54

Међународни ЦД сингл
1. – 5:34
2. – 4:46

Британски сликовни диск
1. – 5:34
2. – 4:46

iTunes сингл
1. – 5:34
2. – 4:46
3. – 3:54
4. – 3:43